# وات كي
وات كي (بالإنجليزية: Watt Key)‏ (28 أكتوبر 1970، توسكالوسا في الولايات المتحدة)؛ كاتِب مُتخصِّص في أدب الأطفال وروائي أمريكي.

## روابط خارجية
- وات كي على موقع IMDb (الإنجليزية)